# Oscarverleihung 1946
Übersicht aller ausgezeichneten Filme

◄◄ | ◄ | 1942 | 1943 | 1944 | 1945 | Oscarverleihung 1946 | 1947 | 1948 | 1949 | 1950 | ► | ►►

Weitere Ereignisse
Die Oscarverleihung 1946 fand am 7. März 1946 in Grauman’s Chinese Theatre in Los Angeles statt. Es waren die 18th Annual Academy Awards. Im Jahr der Auszeichnung werden immer Filme des vergangenen Jahres ausgezeichnet, in diesem Fall also die Filme des Jahres 1945.
| Film                              | N | A |
| --------------------------------- | - | - |
| Die Glocken von St. Marien        | 8 | 1 |
| Das verlorene Wochenende          | 7 | 4 |
| Ich kämpfe um dich                | 6 | 1 |
| Polonaise                         | 6 | 0 |
| Solange ein Herz schlägt          | 6 | 1 |
| Kleines Mädchen, großes Herz      | 5 | 2 |
| Urlaub in Hollywood               | 5 | 1 |
| Liebesbriefe                      | 4 | 0 |
| Schlachtgewitter am Monte Cassino | 4 | 0 |
| Schlüssel zum Himmelreich         | 4 | 0 |
| Todsünde                          | 4 | 1 |
| Der Wundermann                    | 4 | 1 |
| Das Bildnis des Dorian Gray       | 3 | 1 |
| Der Held von Burma                | 3 | 0 |
| Der Mann aus dem Süden            | 3 | 0 |
| Ein Baum wächst in Brooklyn       | 2 | 1 |
| Belle of the Yukon                | 2 | 0 |
| Drei Caballeros                   | 2 | 0 |
| Die Entscheidung                  | 2 | 0 |
| Das grüne Korn                    | 2 | 0 |
| Jahrmarkt der Liebe               | 2 | 1 |
| Das Lied des goldenen Westens     | 2 | 0 |
| Ein Mann der Tat                  | 2 | 0 |
| A Medal for Benny                 | 2 | 0 |
| Rhapsodie in Blau                 | 2 | 0 |
| San Francisco Lilly               | 2 | 0 |
| Schnellboote vor Bataan           | 2 | 0 |
| 1001 Nacht                        | 2 | 0 |
| Tonight and Every Night           | 2 | 0 |
| Why Girls Leave Home              | 2 | 0 |

## Moderation
Bob Hope und James Stewart

## Nominierungen und Gewinner

### Bester Film
präsentiert von Eric Johnston
Das verlorene Wochenende (The Lost Weekend) – Charles Brackett
Die Glocken von St. Marien (The Bells of St. Mary’s) – Leo McCarey
Ich kämpfe um dich (Spellbound) – David O. Selznick
Solange ein Herz schlägt (Mildred Pierce) – Jerry Wald, Jack L. Warner
Urlaub in Hollywood (Anchors Aweigh) – Joe Pasternak

### Beste Regie
präsentiert von William Wyler
Billy Wilder – Das verlorene Wochenende (The Lost Weekend)
Clarence Brown – Kleines Mädchen, großes Herz (National Velvet)
Alfred Hitchcock – Ich kämpfe um dich (Spellbound)
Leo McCarey – Die Glocken von St. Marien (The Bells of St. Mary’s)
Jean Renoir – Der Mann aus dem Süden (The Southerner)

### Bester Hauptdarsteller
präsentiert von Ingrid Bergman
Ray Milland – Das verlorene Wochenende (The Lost Weekend)
Bing Crosby – Die Glocken von St. Marien (The Bells of St. Mary’s)
Gene Kelly – Urlaub in Hollywood (Anchors Aweigh)
Gregory Peck – Schlüssel zum Himmelreich (The Keys of the Kingdom)
Cornel Wilde – Polonaise (A Song to Remember)

### Beste Hauptdarstellerin
präsentiert von Charles Boyer
Joan Crawford – Solange ein Herz schlägt (Mildred Pierce)
Ingrid Bergman – Die Glocken von St. Marien (The Bells of St. Mary’s)
Greer Garson – Die Entscheidung (The Valley of Decision)
Jennifer Jones – Liebesbriefe (Love Letters)
Gene Tierney – Todsünde (Leave Her to Heaven)

### Bester Nebendarsteller
präsentiert von Van Heflin
James Dunn – Ein Baum wächst in Brooklyn (A Tree Grows in Brooklyn)
John Dall – Das grüne Korn (The Corn Is Green)
Robert Mitchum – Schlachtgewitter am Monte Cassino (Story of G. I. Joe)
J. Carrol Naish – A Medal for Benny
Michael Tschechow – Ich kämpfe um dich (Spellbound)

### Beste Nebendarstellerin
präsentiert von Van Heflin
Anne Revere – Kleines Mädchen, großes Herz (National Velvet)
Eve Arden – Solange ein Herz schlägt (Mildred Pierce)
Ann Blyth – Solange ein Herz schlägt (Mildred Pierce)
Angela Lansbury – Das Bildnis des Dorian Gray (The Picture of Dorian Gray)
Joan Lorring – Das grüne Korn (The Corn Is Green)

### Bestes adaptiertes Drehbuch
präsentiert von Bette Davis
Charles Brackett, Billy Wilder – Das verlorene Wochenende (The Lost Weekend)
Leopold Atlas, Guy Endore, Philip Stevenson – Schlachtgewitter am Monte Cassino (Story of G. I. Joe)
Frank Davis, Tess Slesinger – Ein Baum wächst in Brooklyn (A Tree Grows in Brooklyn)
Ranald MacDougall – Solange ein Herz schlägt (Mildred Pierce)
Albert Maltz – Pride of the Marines (1945)

### Bestes Originaldrehbuch
präsentiert von Bette Davis
Richard Schweizer – Marie-Louise
Myles Connolly – Musik für Millionen (Music for Millions)
Milton Holmes – Gauner und Gangster (Salty O’Rourke)
Harry Kurnitz – What Next, Corporal Hargrove?
Philip Yordan – Jagd auf Dillinger (Dillinger)

### Beste Originalgeschichte
präsentiert von Bette Davis
Charles G. Booth – Das Haus in der 92. Straße (The House on 92nd Street)
Alvah Bessie – Der Held von Burma (Objective, Burma!)
László Görög, Thomas Monroe – Oh, Susanne! (The Affairs of Susan)
John Steinbeck, Jack Wagner – A Medal for Benny
Ernst Marischka – Polonaise (A Song to Remember)

### Beste Kamera (Schwarzweißfilm)
präsentiert von David Wark Griffith
Harry Stradling Sr. – Das Bildnis des Dorian Gray (The Picture of Dorian Gray)
George Barnes – Ich kämpfe um dich (Spellbound)
Ernest Haller – Solange ein Herz schlägt (Mildred Pierce)
Arthur C. Miller – Schlüssel zum Himmelreich (The Keys of the Kingdom)
John F. Seitz – Das verlorene Wochenende (The Lost Weekend)

### Beste Kamera (Farbfilm)
präsentiert von David Wark Griffith
Leon Shamroy – Todsünde (Leave Her to Heaven)
George Barnes – Die Seeteufel von Cartagena (The Spanish Main)
Charles P. Boyle, Robert H. Planck – Urlaub in Hollywood (Anchors Aweigh)
Allen M. Davey, Tony Gaudio – Polonaise (A Song to Remember)
Leonard Smith – Kleines Mädchen, großes Herz (National Velvet)

### Bestes Szenenbild (Schwarzweißfilm)
präsentiert von Ginger Rogers
A. Roland Fields, Wiard Ihnen – Spionage in Fernost (Blood on the Sun)
Roland Anderson, Sam Comer, Hans Dreier, Ray Moyer – Liebesbriefe (Love Letters)
James Basevi, William S. Darling, Frank E. Hughes, Thomas Little – Schlüssel zum Himmelreich (The Keys of the Kingdom)
John Bonar, Cedric Gibbons, Hugh Hunt, Hans O. Peters, Edwin B. Willis – Das Bildnis des Dorian Gray (The Picture of Dorian Gray)
Claude E. Carpenter, Albert S. D’Agostino, Jack Okey, Darrell Silvera – Experiment in Terror (Experiment Perilous)

### Bestes Szenenbild (Farbfilm)
präsentiert von Ginger Rogers
Sam Comer, Hans Dreier, Ernst Fegté – Der Pirat und die Dame (Frenchman’s Creek)
Cedric Gibbons, Mildred Griffiths, Urie McCleary, Edwin B. Willis – Kleines Mädchen, großes Herz (National Velvet)
Stephen Goosson, Rudolph Sternad, Frank Tuttle – 1001 Nacht (A Thousand and One Nights)
Thomas Little, Maurice Ransford, Lyle R. Wheeler – Todsünde (Leave Her to Heaven)
Jack McConaghy, Ted Smith – Ein Mann der Tat (San Antonio)

### Bester Ton
präsentiert von Frank Capra
Stephen Dunn – Die Glocken von St. Marien (The Bells of St. Mary’s)
Daniel J. Bloomberg – San Francisco Lilly (Flame of Barbary Coast)
Bernard B. Brown – Die Dame im Zug (Lady on a Train)
Nathan Levinson – Rhapsodie in Blau (Rhapsody in Blue)
John P. Livadary – Polonaise (A Song to Remember)
Thomas T. Moulton – Todsünde (Leave Her to Heaven)
Loren L. Ryder – Der Tod wohnt nebenan (The Unseen)
Gordon Sawyer – Der Wundermann (Wonder Man)
Douglas Shearer – Schnellboote vor Bataan (They Were Expendable)
C. O. Slyfield – Drei Caballeros (The Three Caballeros)
Jack Whitney – Der Mann aus dem Süden (The Southerner)
Wallace V. Wolfe – Three Is a Family

### Bester Schnitt
präsentiert von Frank Capra
Robert Kern – Kleines Mädchen, großes Herz (National Velvet)
George Amy – Der Held von Burma (Objective, Burma!)
Harry Marker – Die Glocken von St. Marien (The Bells of St. Mary’s)
Charles Nelson – Polonaise (A Song to Remember)
Doane Harrison – Das verlorene Wochenende (The Lost Weekend)

### Beste visuelle Effekte
präsentiert von Frank Capra
John P. Fulton, Arthur Johns – Der Wundermann (Wonder Man)
Ray Bomba, Lawrence W. Butler – 1001 Nacht (A Thousand and One Nights)
Jack Cosgrove – Ich kämpfe um dich (Spellbound)
A. Arnold Gillespie, Donald Jahraus, Robert MacDonald, Michael Steinore – Schnellboote vor Bataan (They Were Expendable)
Sol Halprin, Roger Heman senior, Harry M. Leonard, Fred Sersen – Die tollkühnen Abenteuer des Captain Eddie (Captain Eddie)

### Bester Song
präsentiert von ???
„It Might as Well Be Spring“ aus Jahrmarkt der Liebe (State Fair) – Oscar Hammerstein, Richard Rodgers
„Ac-Cent-Tchu-Ate the Positive“ aus Here Come the Waves – Harold Arlen, Johnny Mercer
„Anywhere“ aus Tonight and Every Night – Sammy Cahn, Jule Styne
„Aren’t You Glad You’re You“ aus Die Glocken von St. Marien (The Bells of St. Mary’s) – Johnny Burke, Jimmy Van Heusen
„Endlessly“ aus Earl Carroll Vanities – Kim Gannon, Walter Kent
„I Fall in Love Too Easily“ aus Urlaub in Hollywood (Anchors Aweigh) – Sammy Cahn, Jule Styne
„I’ll Buy That Dream“ aus Sing Your Way Home – Herb Magidson, Allie Wrubel
„Linda“ aus Schlachtgewitter am Monte Cassino (Story of G. I. Joe) – Ann Ronell
„Love Letters“ aus Liebesbriefe (Love Letters) – Edward Heyman, Victor Young
„More and More“ aus Das Lied des goldenen Westens (Can’t Help Singing) – E. Y. Harburg, Jerome Kern
„Sleigh Ride in July“ aus Belle of the Yukon – Johnny Burke, Jimmy Van Heusen
„So in Love“ aus Der Wundermann (Wonder Man) – Leo Robin, David Rose
„Some Sunday Morning“ aus Ein Mann der Tat (San Antonio) – Ray Heindorf, Maurice K. Jerome, Ted Koehler
„The Cat and the Canary“ aus Why Girls Leave Home – Ray Evans, Jay Livingston

### Beste Filmmusik (Drama/Komödie)
präsentiert von Ginger Rogers
Miklós Rózsa – Ich kämpfe um dich (Spellbound)
Daniele Amfitheatrof – Seine Frau ist meine Frau (Guest Wife)
Louis Applebaum, Ann Ronell – Schlachtgewitter am Monte Cassino (Story of G. I. Joe)
R. Dale Butts, Morton Scott – San Francisco Lilly (Flame of Barbary Coast)
Robert Emmett Dolan – Die Glocken von St. Marien (The Bells of St. Mary’s)
Louis Forbes – Hilfe, ich bin Millionär (Brewster’s Millions)
Hugo Friedhofer, Arthur Lange – Gefährliche Begegnung (The Woman in the Window)
Karl Hajos – The Man Who Walked Alone
Werner Janssen – Der Mann aus dem Süden (The Southerner)
Werner Janssen – Guest in the House
Werner Janssen – Unter schwarzer Flagge (Captain Kidd)
Edward J. Kay – G. I. Honeymoon
Alfred Newman – Schlüssel zum Himmelreich (The Keys of the Kingdom)
Miklós Rózsa – Das verlorene Wochenende (The Lost Weekend)
Miklós Rózsa, Morris Stoloff – Polonaise (A Song to Remember)
Hans J. Salter – Die Liebe unseres Lebens (This Love of Ours)
Herbert Stothart – Die Entscheidung (The Valley of Decision)
Alexandre Tansman – Paris Underground
Franz Waxman – Der Held von Burma (Objective, Burma!)
Roy Webb – Mit den Augen der Liebe (The Enchanted Cottage)
Victor Young – Liebesbriefe (Love Letters)

### Beste Filmmusik (Musical)
präsentiert von ???
George E. Stoll – Urlaub in Hollywood (Anchors Aweigh)
Robert Emmett Dolan – Incendiary Blonde
Louis Forbes, Ray Heindorf – Der Wundermann (Wonder Man)
Walter Greene – Why Girls Leave Home
Ray Heindorf, Max Steiner – Rhapsodie in Blau (Rhapsody in Blue)
Charles Henderson, Alfred Newman – Jahrmarkt der Liebe (State Fair)
Edward J. Kay – Sunbonnet Sue
Jerome Kern, Hans J. Salter – Das Lied des goldenen Westens (Can’t Help Singing)
Arthur Lange – Belle of the Yukon
Edward H. Plumb, Paul J. Smith, Charles Wolcott – Drei Caballeros (The Three Caballeros)
Morton Scott – Hitchhike to Happiness
Marlin Skiles, Morris Stoloff – Tonight and Every Night

### Bester Kurzfilm (1 Filmrolle)
präsentiert von Y. Frank Freeman
Stairway to Light – Herbert Moulton
Along the Rainbow Trail – Edmund Reek
Screen Snapshots Series 25, No. 1: 25th Anniversary – Ralph Staub
Story of a Dog – Gordon Hollingshead
White Rhapsody – Grantland Rice
Your National Gallery – Joseph O’Brien, Thomas Mead

### Bester Kurzfilm (2 Filmrollen)
präsentiert von Y. Frank Freeman
Star in the Night – Gordon Hollingshead
A Gun in His Hand – Chester M. Franklin
The Jury Goes Round ’n’ Round – Jules White
The Little Witch – George Templeton

### Bester Kurzfilm (Cartoon)
präsentiert von Y. Frank Freeman
Tom der Nachtwächter (Quiet Please!) – Fred Quimby
Donalds Verbrechen (Donald’s Crime) – Walt Disney
Jasper and the Beanstalk – George Pal
Ohne Liebe ist das Leben leer (Life with Feathers) – Eddie Selzer
Mighty Mouse in Gypsy Life – Paul Terry
Poet und Bauer (The Poet & Peasant) – Walter Lantz
Rippling Romance – Columbia Pictures

### Bester Dokumentarkurzfilm
präsentiert von Y. Frank Freeman
Hitler Lives – Warner Bros.
Library of Congress – Office of War Information
To the Shores of Iwo Jima – U.S. Marine Corps

### Bester Dokumentarfilm
The True Glory – Regierung des Vereinigten Königreichs und der Vereinigten Staaten
The Last Bomb – United States Air Force

## Ehren-Oscars

### Ehrenoscar
Frank Ross, Mervyn LeRoy, Albert Maltz, Earl Robinson, Lewis Allen, Frank Sinatra – The House I Live In
Daniel J. Bloomberg
Walter Wanger

### Juvenile Award
Peggy Ann Garner

### Technical Achievement Award
Michael S. Leshing, Benjamin C. Robinson, Arthur B. Chatelain, Robert C. Stevens, John G. Capstaff
Loren L. Ryder, Charles R. Daily